# Rosas de otoño (película de 1931)
Rosas de otoño es un cortometraje musical en blanco y negro filmado en Buenos Aires, Argentina, sobre la base de la canción "Rosa de otoño" con letra de José Rial (h) y música de Guillermo Barbieri, dirigido por Eduardo Morera, con producción de Federico Valle, en el que participan el cantor Carlos Gardel.
Está considerada como una de las primeras películas del cine sonoro latinoamericano con sonido óptico -junto a los demás cortometrajes de Gardel realizados en 1930- y uno de los primeros videoclips de la historia del cine.
Fue filmado en Buenos Aires entre el 23 de octubre y el 3 de noviembre de 1930 y estrenado en esa ciudad a partir del 3 de mayo de 1931, en el cine Astral.

## Los cortometrajes musicales de Gardel de 1930
En 1930 Gardel protagonizó quince cortometrajes musicales sonoros, cada uno sobre una canción, con dirección de Eduardo Morera y producción de Federico Valle, uno de los pioneros del cine latinoamericano. Valle había nacido en Italia en 1880, y luego de trabajar con los Hermanos Lumière y tomar clases con Georges Méliès, emigró a la Argentina en 1911 y desde entonces produjo decenas de obras cinematográficas de gran valor, incluyendo los primeros noticieros y los largometrajes animados de Quirino Cristiani, los primeros en la historia del cine mundial en su género. 
De los quince cortos, cinco resultaron arruinados en el laboratorio, entre ellos uno titulado Leguisamo solo, en el que aparecía el jockey Irineo Leguisamo y otro titulado El quinielero. Los diez cortos lanzados fueron: El carretero, Añoranzas, Rosas de otoño, Mano a mano, Yira, yira, Tengo miedo, Padrino pelao, Enfundá la mandolina, Canchero y Viejo smoking.

## Sinopsis
Gardel vestido de smoking está de pie con un cortinado de fondo cuando entra Canaro y se entabla el siguiente diálogo:

-Canaro: Hola Carlos ¿Qué tal?
-Gardel: Como siempre, hermano, defendiendo nuestro idioma, nuestras costumbres y nuestras canciones con la ayuda del film sonoro argentino.
-Canaro: Yo por mi parte te acompañaré con mi orquesta y haré lo imposible para que nuestras canciones sigan triunfando en el mundo entero.
-Gardel: Muy bien, viejo ¿Largamos esta carrera?
-Canaro: Larguemos, que suene la campana.
-Gardel: ¡Listo el pollo, nomás!

A continuación, Gardel canta el vals Rosas de otoño acompañado por la orquesta de Canaro, a la que en ningún momento se ve en escena, y al finalizar saluda al público con una leve inclinación.

## Reparto
- Francisco Canaro
- Carlos Gardel